# Папанин, Иван Дмитриевич
Иван Дмитриевич Папа́нин (14 [26] ноября 1894, Севастополь — 30 января 1986, Москва) — советский исследователь Арктики. Дважды Герой Советского Союза (1937, 1940). Доктор географических наук (1938). Почётный член Географического общества СССР (1938). Контр-адмирал (1943). Почётный гражданин Архангельска, Липецка, Мурманска, Севастополя, Ярославской области.

## Биография
Иван Папанин родился 26 ноября 1894 года в Севастополе в семье запасного матроса Военно-Морского флота Дмитрия Николаевича Папанина и его жены Секлетиньи Петровны (в девичестве — Коваленко). Русский. Дед Ивана Папанина по отцу — Николай — тоже был матросом.
В 1909 году окончил земскую начальную школу.
Ученик токаря механических мастерских лоций Черноаз (октябрь 1909 — июнь 1912), токарь мастерских Севастопольского военного порта (июнь 1912 — декабрь 1913), судостроительного завода в Ревеле (декабрь 1913 — декабрь 1914). В 1914 году был призван на военную службу матросом Черноморского Флота.

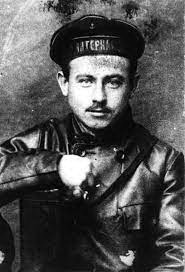
В 1918 году

В 1918—1920 годах Папанин участвовал в Гражданской войне на Украине и в Крыму.
С 1920 года — комиссар оперативного управления при командующем морскими силами Юго-Западного фронта.
17 августа 1920 года под Капсихором для ведения борьбы в тылу Врангеля с катера высаживается отряд из 11 человек под командованием А. В. Мокроусова, который становится во главе Крымской повстанческой армии. В составе отряда был и Папанин, ставший заместителем командующего и казначеем. Позднее Мокроусов отправил его за подкреплением на советскую территорию через Турцию, куда его по морю доставили контрабандисты. Осенью 1920 он ещё раз пересекает линию фронта и возвращается в Крым с подкреплением из 24 моряков 10 ноября 1920, успев поучаствовать в ударах по эвакуировавшимся в порты Крыма силам Русской армии Врангеля.
С ноября 1920 года назначен комендантом Крымской Чрезвычайной комиссии. На этот период приходится пик расстрелов чекистами пленных белогвардейцев, а также жителей Крыма из числа «бывших». Как писал сам Папанин в воспоминаниях, «я с удвоенной энергией взялся за работу, но быстро попал в больницу».
В 1921 году переведён в Харьков военным комендантом Украинского ЦИК, затем с июля 1921 по март 1922 года работал секретарём Реввоенсовета Черноморского флота.
В 1922 году переведён в Москву комиссаром хозяйственного управления Народного комиссариата морских дел, в 1923 году — в Народный комиссариат почт и телеграфов управляющим делами и начальником Центрального управления военизированной охраны.
В 1923—1925 годах проходил обучение на Высших курсах связи, после которых был направлен в Якутию в качестве заместителя начальника экспедиции по строительству радиостанции в Томмоте. В 1929 году окончил специальные курсы Осоавиахима, в 1931 году — Высшие курсы связи Наркомата почт и телеграфов, в 1932 году — первый курс факультета связи Всесоюзной плановой академии.
В 1932—1933 годах был начальником полярной станции Бухта Тихая (Земля Франца-Иосифа), а в 1934—1935 годах — станции на мысе Челюскин.
В 1937—1938 годах возглавлял первую в мире дрейфующую станцию «Северный полюс». Научные результаты экспедиции получили высокую оценку Общего собрания АН СССР 6 марта 1938 года. И. Д. Папанин и другие члены экспедиции получили учёную степень доктора географических наук (без защиты диссертации) и были избраны почётными членами Географического общества СССР.
В 1939—1946 годах работал начальником Главсевморпути, с 15 октября 1941 года — также Уполномоченным Государственного Комитета Обороны по перевозкам на Белом море.
После начала Великой Отечественной войны стал инициатором сбора средств в Фонд обороны на строительство танковой колонны, 9 ноября 1942 года колонна тяжёлых танков КВ-1с «Советский полярник» была передана РККА (один из танков этой колонны стал именным — он получил надпись на башне «И. Д. Папанин»).
С 1946 по 1949 год — на пенсии по болезни (стенокардия).
С 1949 до 1951 год был заместителем директора Института океанологии АН СССР по экспедициям, с 1969 года и до конца жизни возглавлял СКИ ОМЭР АН СССР — Служба космических исследований Отдела морских экспедиционных работ АН СССР: подразделение, подчинённое АН СССР. С 1956 года — одновременно директор Института биологии внутренних вод АН СССР в посёлке Борок. Председатель Московского филиала Географического общества СССР.
Депутат Совета Национальностей Верховного Совета СССР 1-го и 2-го созывов от Карельской АССР.
Умер 30 января 1986 года. Похоронен в Москве на Новодевичьем кладбище.

## Награды и звания

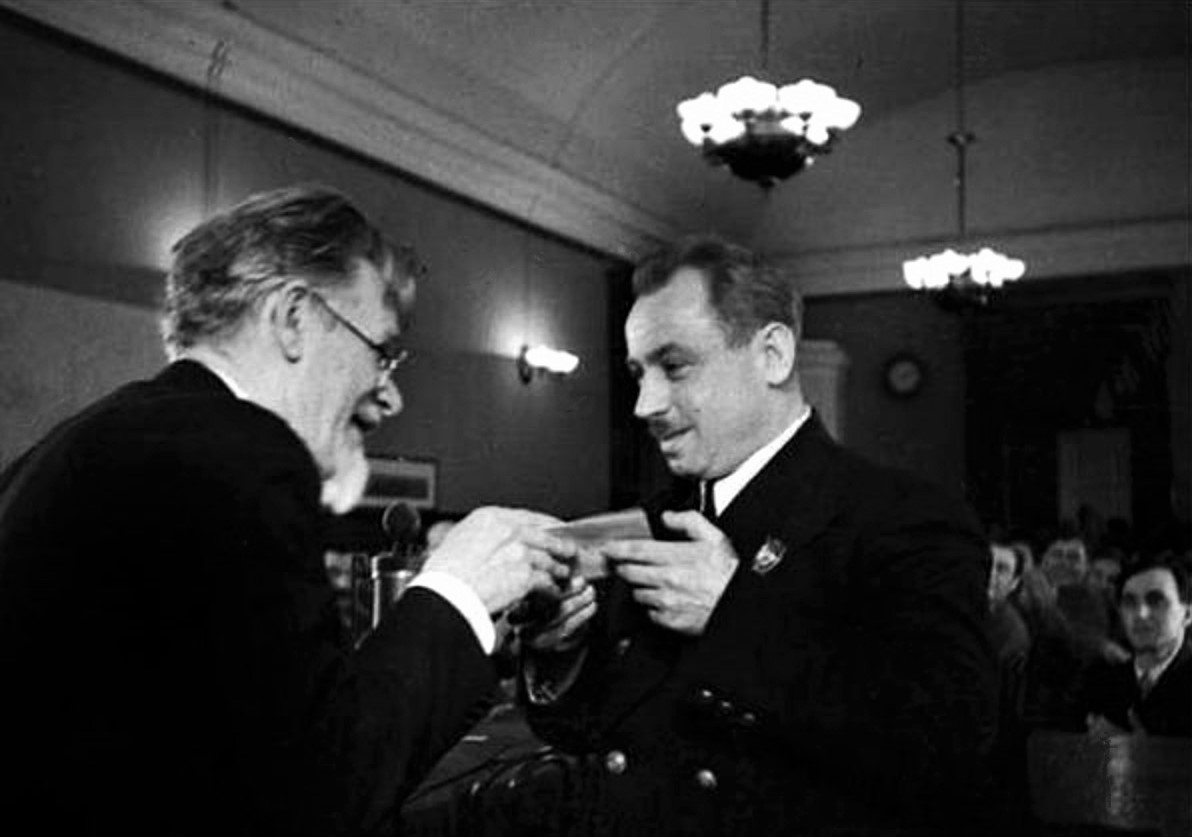
М. И. Калинин вручает Папанину грамоту Президиума Верховного Совета СССР о присвоении звания Героя Советского Союза

- Дважды Герой Советского Союза (28.06.1937, 03.02.1940)[16];
- Девять Орденов Ленина

1. 27.06.1937 — к званию Герой Советского Союза
2. 22.03.1938
3. 01.05.1944
4. 26.11.1944
5. 02.12.1945
6. 30.12.1956
7. 26.11.1964
8. 26.11.1974
9. 23.11.1984

- Орден Октябрьской Революции (20.02.1971);
- Два ордена Красного Знамени

1. 1922
2. 15.11.1950

- Орден Нахимова I степени (08.07.1945)[17];
- Орден Отечественной войны I степени (11.03.1985);
- Два ордена Трудового Красного Знамени

1. 22.11.1954 — в связи с 60-летием со дня рождения и отмечая заслуги перед Советским государством
2. 08.01.1980

- Орден Дружбы народов (17.12.1982);
- Орден Красной Звезды (10.11.1945)[18] ;
- Медаль «За боевые заслуги»[19] (03.11.1944);
- Медаль «За победу над Японией» (1946)
- Медаль «За оборону Москвы» (1944)
- Медаль «За оборону Советского Заполярья» (1945)
- Медаль «За победу над Германией» (1945)
- Медаль «В ознаменование 100-летия со дня рождения Владимира Ильича Ленина»;
- Юбилейная медаль «XX лет Рабоче-Крестьянской Красной Армии» (1940);
- Большая золотая медаль Географического общества СССР (1979)
- Другими медалями, иностранными наградами.

- Доктор географических наук (1938);
- Контр-адмирал (1943);
- Почётный гражданин города-героя Мурманска (19.08.1974);
- Почётный гражданин города Архангельска (11.04.1975);
- Почётный гражданин города-героя Севастополь (20.12.1979);
- Почётный гражданин города Липецка (1982);
- Почётный гражданин Ярославской области (23.02.1982);
- Почётный крымчанин (26.04.2000, посмертно).
- Знак «50 лет пребывания в КПСС»

## Память
- Именем Папанина названы:
  - Мыс на полуострове Таймыр, выступает в море Лаптевых и пролив Вилькицкого, название получил в 1937 году[20];
  - Горы Папанина на Земле Эндерби в Антарктиде (координаты: 68°13′ ю. ш. 50°16′ в. д.HGЯO), впервые обозначены на карте САЭ в 1962 году, к 1965 году получили название[20];
  - Подводная гора Папанина в Тихом океане (координаты: 46°00′ с. ш. 170°00′ в. д.HGЯO), обнаружена советскими учёными[20];
  - Остров в заливе Сиваш (Азовское море);
  - Институт биологии внутренних вод;
  - Сухогруз ледового класса (проект 10621) Мурманского морского пароходства.
  - Населённый пункт Папанин в Гомельском районе Гомельской области Беларуси переименован в честь И. Д. Папанина[21].
  - улицы в Москве, Юбилейном, Красногорске Московской области[22], Алма-Ате, Екатеринбурге, Севастополе, Липецке, Мурманске, Архангельске, Рыбинске, Ярославле, Смоленске, Минске, Бресте, Берёзе (Брестская область), Барнауле, Виннице, Ашукино и многих других населённых пунктах.
  - Научно-спортивная экспедиция.
  - Патрульный корабль ледового класса проекта 23550"Иван Папанин". Заложен для ВМФ России в апреле 2017 года на предприятии «Адмиралтейские верфи»[23].
  - научно-исследовательское судно И. Д. Папанин (НИС Папанин, проект 10621), построено в 1986 г., в настоящее время входит в состав Байкальского научно-исследовательского флота Российской Академии наук.
- В Москве на доме, где с 1938 по 1986 год жил Папанин (Арбат, 45), в 1996 году открыта мемориальная доска[24].
- Открыт музей имени Папанина в посёлке Борок Ярославской области[25].
- В 1954 году в Севастополе ему установлен памятник.
- В 2003 году открыт памятник в Мурманске.
- Открыт музей в Севастополе.
- Школа имени Папанина в посёлке Миндяк (Башкортостан).
- Школа № 11 имени Папанина в Симферополе по ул. Ушинского, 4 (ныне не существует)[26].
- В 2021 году в Архангельске на первом этаже бывшего здания губернских присутственных мест (постройки XIX века) открыт кабинет-музей Папанина, в котором воссоздана обстановка рабочего кабинета начальника Главсевморпути по состоянию на осень 1941 года[27].
- В 2025 году в Архангельске вышла книга журналиста и краеведа Алексея Сухановского «Иван Папанин. Горячий лед»[28].

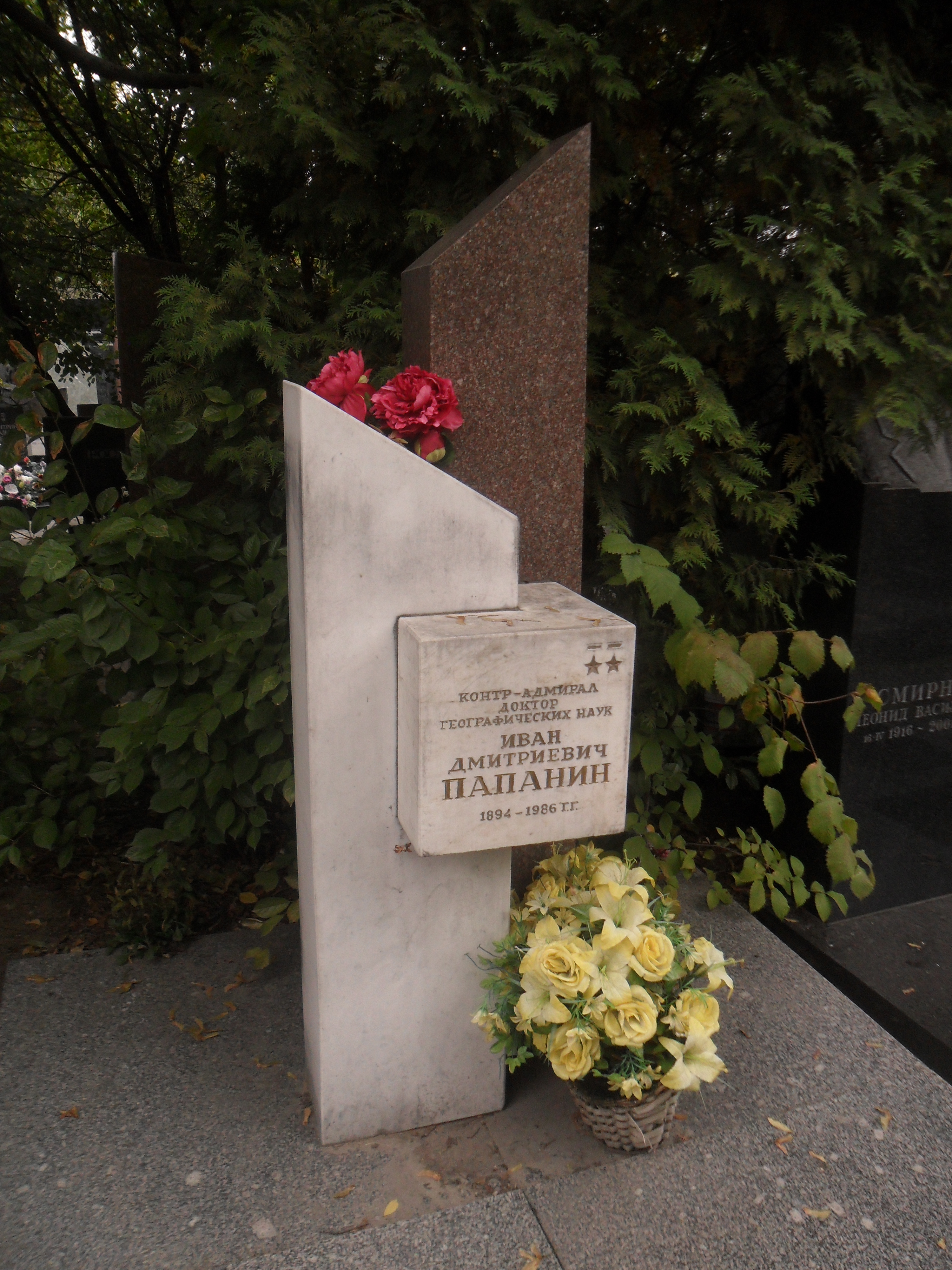
Могила Папанина на Новодевичьем кладбище Москвы
Памятник Папанину на улице его имени в Мурманске
Бюст Папанина в Государственном Северном морском музее в Архангельске

Почтовые марки
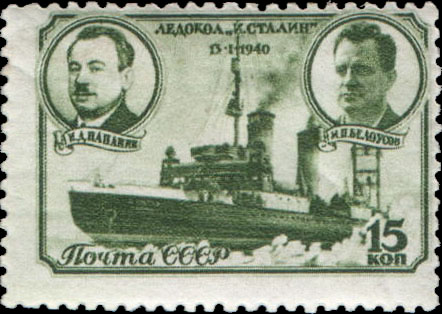
Почтовая марка СССР 1940 год. Ледокол «И. Сталин», на портретах Герои Советского Союза начальник Главсевморпути И. Д. Папанин и капитан ледокола «И. Сталин» М. П. Белоусов
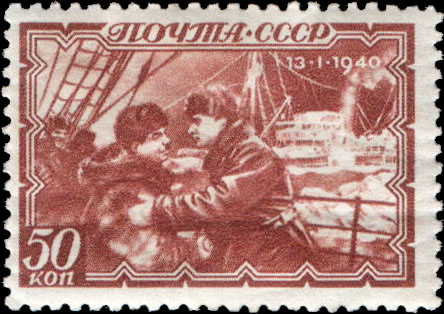
Почтовая марка СССР 1940 год. Серия «Полярный дрейф ледокола „Георгий Седов“»: Встреча К. С. Бадигина и И. Д. Папанина на борту ледокола
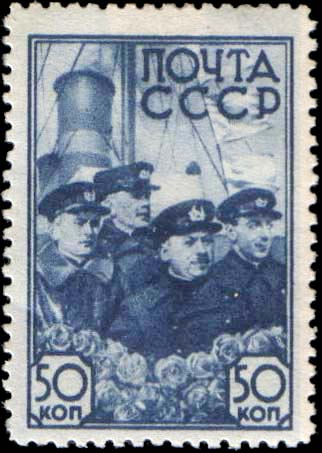
Папанинцы на почтовой марке СССР:
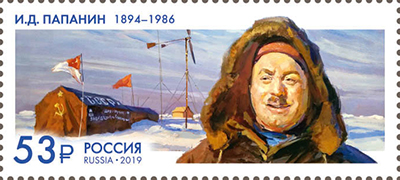
Почтовая марка России, выпущенная в 2019 году ко 125-летию Ивана Папанина (ЦФА [АО «Марка»] № 2572)

## В искусстве
В книге В. П. Бороздина «Мальчишка с Корабельной» описано детство Ивана Папанина.
Папанин стал прообразом матроса Шванди в пьесе драматурга К. А. Тренева «Любовь Яровая». Эту роль исполняли Виталий Полицеймако, Ефим Копелян, Игорь Горбачёв (в киноверсии), Кирилл Лавров (1970).
В художественном кинофильме «Клятва» (1946) режиссёра Михаила Чиаурели в роли Папанина снялся актёр Эммануил Апхаидзе (в титрах не указан).
В фильме «В Крыму не всегда лето» (1987) режиссёра Виллена Новака роль И. Папанина исполнил актёр Сергей Балабанов.
В сказке «Цветик-Семицветик» Валентина Катаева мальчишки во дворе играли в папанинцев: «Пришла Женя во двор, а там мальчики играют в папанинцев: сидят на старых досках, и в песок воткнута палка».